# 1903 (numero)
Millenovecentotré (1903) è il numero naturale dopo il 1902 e prima del 1904.

## Proprietà matematiche
- È un numero dispari.
- È un numero composto da 4 divisori: 1, 11, 173, 1903. Poiché la somma dei suoi divisori (escluso il numero stesso) è 185 < 1903, è un numero difettivo.
- È un numero semiprimo.
- È un numero omirpimes in quanto anche qualora scritto al contrario, ovvero 3091 = 11 × 281 è semiprimo.
- È un numero felice.
- È un numero palindromo nel sistema posizionale a base 5 (30103).
- È un numero di Smith nel sistema numerico decimale.
- È un numero congruente.
- È un numero nontotiente in quanto dispari e diverso da 1.
- È un numero odioso.
- È un numero intero privo di quadrati.
- È parte delle terne pitagoriche (572, 1815, 1903), (1903, 10380, 10553), (1903, 14904, 15025), (1903, 164604, 164615), (1903, 1810704, 1810705).

## Astronomia
- 1903 Adzhimushkaj è un asteroide della fascia principale del sistema solare.

## Astronautica
- Cosmos 1903 è un satellite artificiale russo.